# Selfish (野猿の曲)
「Selfish（セルフィッシュ）」は、日本の歌手グループ、野猿の5枚目のシングル。1999年8月4日発売。

## 解説
- 初回版のみ裏ジャケットがメンバーを分けた4種類発売した。通常版は全員が写っている。
- ｢ラウンドワン｣CMソング
- この曲で野猿として「ミュージックステーション」に初出演を果たした（とんねるずとしては過去に出演している）。
- PVは、千葉マリンスタジアムで撮影された。内容は収容所にいる囚人の野猿たち11人が、脱獄を図るというもの。初お披露目となった「ほんとのうたばん」でメンバーから「カッコいい」と絶賛された。
- シングル発売に伴い、フジテレビにて罰ゲームをかけた売上枚数を競うCDの手売り即売会が行われた。即売会はメンバーを4チームに分けて行われ、最下位だったのはタカチーム（メンバーは石橋・飯塚・大原の3名）。罰ゲームは、2日間全国のレコード店を回り、CD即売会を行うというものだった。

## 収録曲
1. Selfish
作詞：秋元康、作曲・編曲：後藤次利
2ndアルバム『evolution』、ベストアルバム『撤収』に収録。
2. あれから
作詞：秋元康、作曲：後藤次利、編曲：後藤次利・田原音彦
3. Selfish -original karaoke-
4. あれから -original karaoke-